# Iluminação pública de Porto Alegre

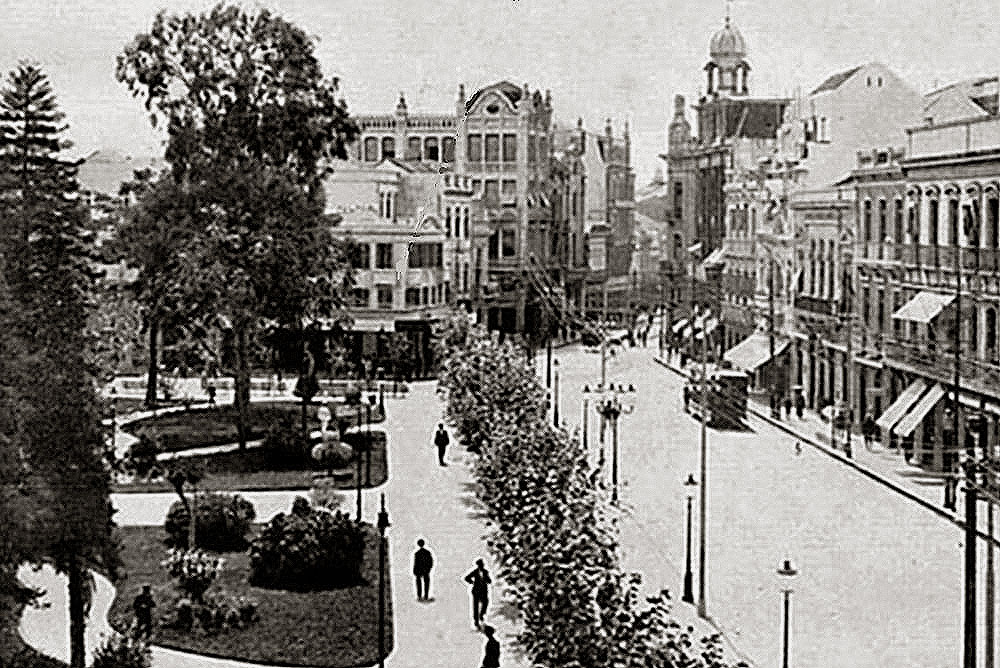
Centro da cidade em torno de 1900, ainda com seus lampiões a gás

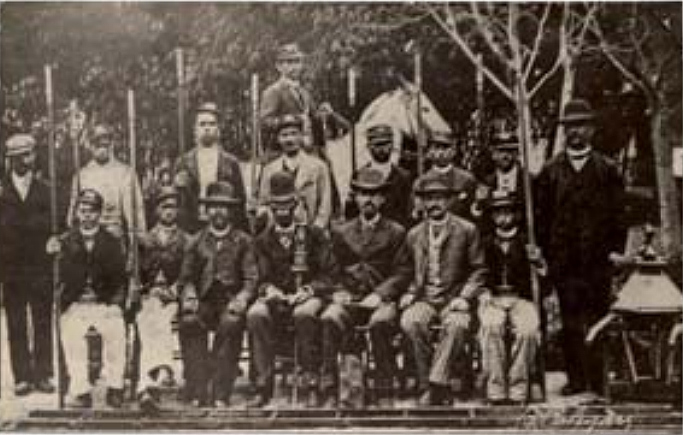
Acendedores de lampião de Porto Alegre, foto de Virgilio Calegari.

As primeiras iniciativas de instalação de iluminação pública em Porto Alegre, Brasil, datam do início do século XIX. As primeiras notícias oficiais se encontram em atas da Câmara municipal de 1832, que fora intimada a se pronunciar sobre o assunto, até então negligenciado. Foi realizado um orçamento e um decreto ordenou a instalação no ano seguinte de duzentos lampiões, a um custo de doze contos de réis, cabendo à Câmara definir os locais contemplados. Após algumas experiências, e encontrando-se funcionamento deficiente, os lampiões receberam refletores por detrás para aumentar seu poder de iluminação. A instalação terminou em 1834, e na mesma altura já se fez a encomenda de mais cem, que eram presos diretamente na fachada das casas e funcionavam à base de óleo de baleia.
Mesmo com a melhoria no sistema da construção dos lampiões, desde logo diversas queixas acusavam o seu mau funcionamento e a dificuldade que apresentavam para manutenção. Vários deles foram desmantelados ou se tornaram inativos, de modo que em torno de 1835 foi preciso encomendar do Rio de Janeiro mais duzentos para substituição. A encomenda atrasou e a cidade acabou por ficar quase totalmente às escuras.
Em 1837 a Câmara solicitou à vice-presidência da Província o restabelecimento da iluminação, ainda mais que a cidade se encontrava na época sob sítio dos guerrilheiros farroupilhas, e enfatizava a necessidade de se manterem constantemente acesos os poucos lampiões que sobreviviam. Somente em 1838 a encomenda do Rio chegou à cidade, sendo imediatamente instalados. Na década seguinte houve repetidos apelos dos vereadores para aumentar o número de pontos de luz, mas pouco foi realizado nesse sentido.
A partir de 1852 procedeu-se à contratação de um serviço mais moderno com José Antônio Rodrigues Ferreira, para a troca dos antigos lampiões a óleo por outros à base de gás hidrogênio carbonatado, tendo a aguardente como matéria-prima para sua produção. Ferreira, que se tornou conhecido como Ferreirinha dos lampiões, forneceria tanto os aparelhos como o abastecimento de gás, que era armazenado em um recipiente junto ao próprio lampião, agora instalados em postes. De início o sistema pareceu funcionar, mas logo as críticas recrudesceram. Em relatório de 1853 o presidente da província reclamava do fato, dizendo que a iluminação fora se tornando "tão má que era intolerável estarem os cofres provinciais fazendo tão crescida despesa com a fraca luz de tocha dos lampiões".
Foi aberta uma concorrência em 1858 para um novo fornecedor, numa época em que não passavam de 257 os pontos de luz em toda a cidade. De qualquer maneira a iluminação continuava deficiente, e em 1864 tentou-se resolver os impasses mudando-se o abastecimento dos bicos por querosene, o que também não agradou a população. Assim, em 1867 foi autorizado o retorno ao sistema de gás, mas agora ele deveria ser produzido à base de carvão em uma usina central. Foi aberta licitação, saindo vencedor o Barão d'Ornano, mas ele teve de ir à Inglaterra obter financiamento e materiais, resultando que sua empresa, a São Pedro Brazil Gaz Ltd., só pôde inaugurar seus equipamentos em 3 de novembro de 1874, tendo uma usina funcionando na Praia do Riacho, atual rua Washington Luís. Finalmente a cidade conseguiu uma iluminação mais eficiente e de melhor qualidade, com quinhentos combustores. Entretanto, ainda permaneciam funcionando vários lampiões a querosene nas periferias da zona urbana.
No fim do século XIX o encargo pela iluminação pública foi dividido entre duas novas companhias. Na região central, utilizando a infraestrutura deixada por D'Ornano, assumiu em seu lugar a Companhia Riograndense de Iluminação a Gás, e nos arrabaldes a própria Intendência passou a cuidar dos bicos de querosene. Em 1896 um relatório indicava a existência de 582 lampiões a gás e 276 a querosene. Com o crescimento da cidade era imperativo que se instalassem muitos novos pontos de luz, mas o alto custo do carvão, que era importado, fez com que o querosene acabasse sendo preferido para a expansão do serviço.

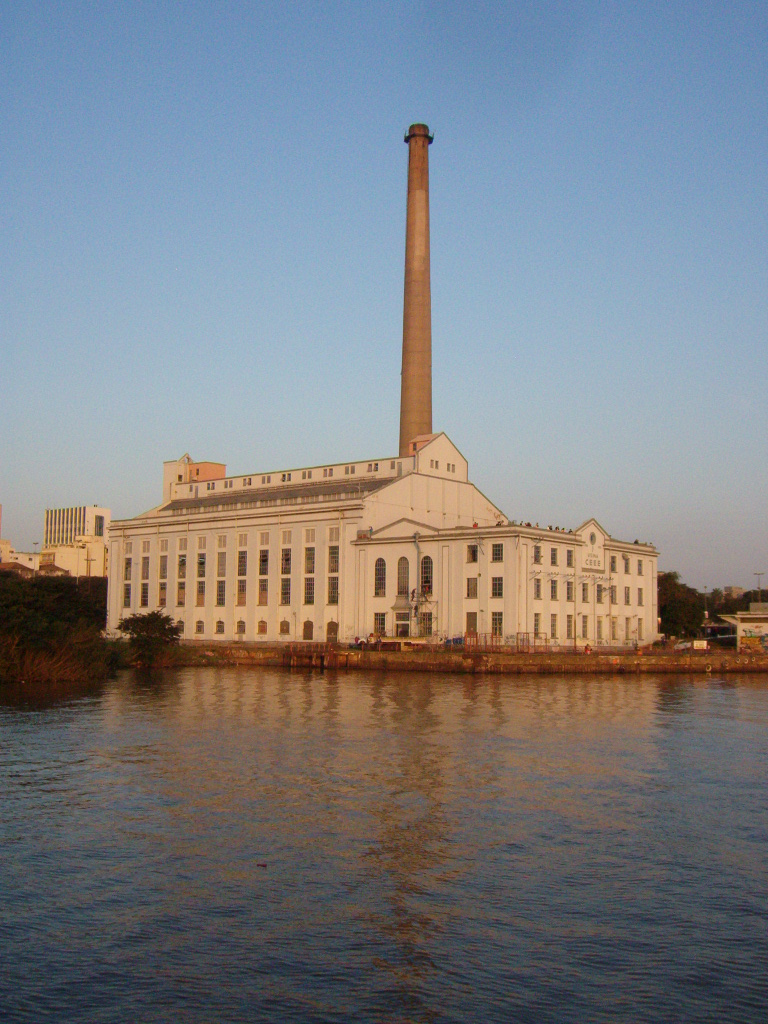
A Usina do Gasômetro

No início do século XX a Intendência decidiu partir para a alternativa da eletricidade, construindo uma usina elétrica para substituir o serviço do querosene, enquanto que na zona central ainda deveria permanecer atuando a Companhia Riograndense de Iluminação a Gás. Em 1908 a Usina Municipal foi concluída, localizando-se na esquina das ruas Voluntários da Pátria e Coronel Vicente. No ano seguinte os bairros receberam seiscentos pontos de luz elétrica, eliminando-se todos os bicos de querosene. Entrementes a Companhia Riograndense expandia seu atendimento para várias outras ruas centrais, praticamente dobrando o número de lampiões até 1915. Porém, com as dificuldades de importação provocadas pela Primeira Guerra Mundial, pouco a pouco os lampiões de gás foram sendo substituídos pelos elétricos, com energia abastecida pela Usina Municipal e mais duas privadas, a Companhia Força e Luz e a Companhia Fiat Lux, que antes davam abastecimento, respectivamente, para os bondes e indústrias, e para residências e comércio. Até 1918 quase 1.500 lampiões a gás haviam sido substituídos por bicos elétricos. Os últimos 72 bicos de gás em atividade foram registrados em 1929.
Em 1928, contudo, fora celebrado um contrato entre a Intendência e a empresa norte-americana Bond & Share, cuja associada, a Companhia Brasileira de Força Elétrica, encampou as três usinas da cidade e construiu a Usina do Gasômetro para produção de eletricidade a partir de fontes térmicas. Com boa capacidade de geração, a Companhia Brasileira em pouco tempo dobrou a capacidade instalada, permitindo o desafogo da demanda. Mas como esta não cessasse de crescer, em 1943 o Governo do Estado fundou a Comissão Estadual de Energia Elétrica (antecessora da CEEE), com o objetivo de assumir toda a geração de energia elétrica do estado. Localmente, o monopólio da subsidiária da Bond & Share foi quebrado em 1947, por insuficiências no atendimento, passando o município a obter energia de uma Usina de Emergência, operada pela Comissão. Em 1951 a Companhia Brasileira sofreu intervenção e foi definitivamente afastada do serviço público, transferindo-se suas atribuições à Comissão.

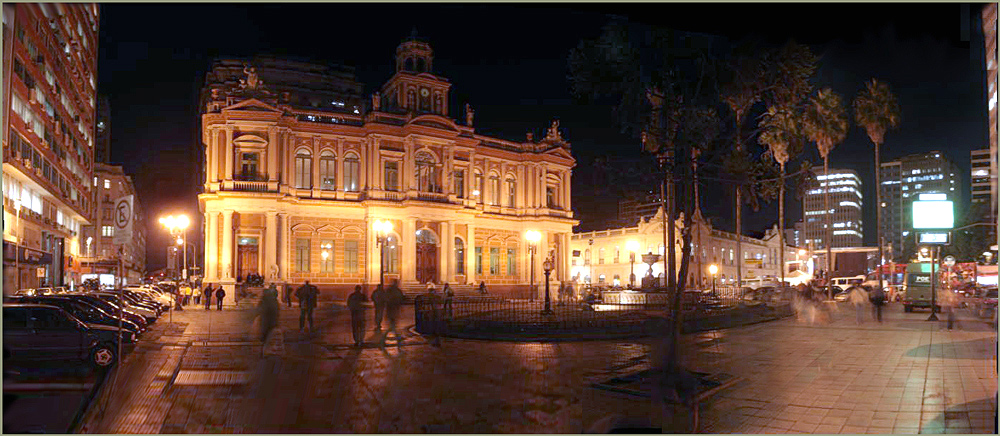
Paço Municipal à noite, iluminado por postes elétricos que imitam a forma dos antigos lampiões a gás

Atualmente a cidade conta com 80,5 mil pontos de luz cadastrados, e o serviço é atendido pela Secretaria Municipal de Obras e Viação (SMOV). Desde 2009, em parceria com CEEE e a Eletrobrás, com investimentos de R$ 33 milhões, está em andamento o programa "Porto Alegre + Luz", integrado à campanha "Porto Alegre: Eu Curto. Eu Cuido", de substituição de todos as luminárias, que funcionavam à base de vapor de mercúrio, por outras de vapor de sódio e vapor metálico, que, segundo os técnicos da Secretaria, fornecem 30% mais luz e proporcionam uma economia de 38%, além de terem menor impacto ambiental. Em 2011 já foram substituídos 78 mil pontos de iluminação pública, representando 97% do total. O programa também inclui nas grandes avenidas a troca dos antigos postes por outros mais altos e com lâmpadas mais potentes, e a revitalização nos sistemas de iluminação de monumentos, pontos turísticos, prédios históricos, parques e praças.